# 霍伊谢尔海姆
霍伊谢尔海姆是德国黑森州的一个市镇。总面积10.58平方公里，总人口7580人，其中男性3719人，女性3861人（2011年12月31日），人口密度716人/平方公里。